# Perrigo
Perrigo Company plc ( en hebreo: פריגו‎) es un fabricante estadounidense registrado en Irlanda de productos farmacéuticos de venta libre de marca privada, y si bien el 70 % de las ventas netas de Perrigo provienen del sistema de atención médica de EE. UU., Perrigo tiene su sede legal en Irlanda a efectos fiscales, lo que representa el 0,60 % de las ventas netas ventas.   Perrigo mantiene su sede corporativa en Grand Rapids, Michigan, dentro del Grand Rapids Innovation Park de la Universidad Estatal de Michigan. 

## Historia
L. Perrigo Company fue fundada en 1887 en Allegan, Michigan, por Luther y Charles Perrigo, quienes tenían una tienda general. En 1991, Perrigo realizó una oferta pública inicial en Nasdaq.En marzo de 2005, la empresa adquirió Agis Industries Limited (cotizada como AGIS en la Bolsa de Valores de Tel Aviv ), una compañía de productos farmacéuticos genéricos con sede en Israel, en una transacción de 850 millones de dólares.
En julio de 2013, Perrigo anunció que ejecutaría una inversión de impuestos corporativos en Irlanda para evitar los impuestos corporativos en Estados Unidos, a través de una adquisición por 8.600 millones de dólares de Elan Corporation, con sede en Irlanda.  A November 2018, Perrigo es la sexta mayor inversión fiscal de la historia de Estados Unidos. Más del 70% de las ventas de Perrigo, y un porcentaje aún mayor de sus ganancias, provienen del sistema de salud de EE. UU.  El 20 de diciembre de 2018, el Financial Times informó que la Agencia Tributaria irlandesa impuso a Perrigo una reclamación fiscal irlandesa de 1.640 millones de euros (sin incluir multas e intereses) por el impuesto sobre las ganancias de capital (CGT) no pagado por la venta de Tysabri a Biogen por parte de Elan en 2013, lo que ocurrió meses antes de la adquisición de Elan por parte de Perrigo.  Se trata de la segunda mayor reclamación emitida jamás por la Agencia Tributaria en la historia de Irlanda, después de la multa fiscal irlandesa de 13.000 millones de euros a Apple .  El 21 de diciembre de 2018, el Irish Times informó que la Agencia Tributaria afirmó que Perrigo debía CGT a una tasa del 33% como una "venta de activos", sin embargo, Perrigo afirmó que la venta era parte de los "ingresos comerciales" normales de Elan, y estaba sujeta a la tasa de impuesto corporativo irlandesa más baja del 12,5%, que Perrigo pudo reducir al 0% utilizando las herramientas BEPS de impuestos multinacionales de Irlanda. 
En junio de 2022, Perrigo trasladó su sede corporativa de Allegan al Grand Rapids, dentro del Grand Rapids Innovation Park de la Universidad Estatal de Michigan. La empresa aún mantiene oficinas y producción en el campus de Allegan.
En 2023, una filial de Perrigo, HRA Pharma, recibió la aprobación de la FDA para vender un anticonceptivo femenino de venta libre llamado Opill. 